# Demografska kriza u Rusiji
Demografska kriza u Rusiji počela je raspadom Sovjetskoga Saveza i još traje, ali s poboljšanjem stanja nakon 2002. godine. 
Od 1988. godine, stopa nataliteta među Rusima (kao i kod većine ostalih etničkih skupina europskog dijela bivšega Sovjetskoga saveza) bila je u padu, dok je od 1991. stopa smrtnosti počela rasti.
Godine 1992., broj smrtnih slučajeva premašio je broj rođenih i takvo stanje traje i dalje sve do danas. Znanstvenici su pokušali povezati uzročnu vezu između dva kretanja kroz katastrofalni porast konzumacije alkohola koji se dogodio u Rusiji od raspada Sovjetskoga Saveza i naknadne deregulacije ruskoga tržišta alkohola.
Post-sovjetska Rusija doživjela je velike probleme s alkoholizmom, što pridonosi visokim stopama smrtnosti u ovoj regiji. Smanjenje problema vezanih uz alkohol u Rusiji moglo bi imati snažne učinke na smanjenje smrtnosti. Andrej Korotajev i Daria Kaltourina analizirali su politiku vezanu uz alkohol u Ruskoj Federaciji. Prema Korotajevu, treba obratiti posebnu pažnju na smanjenje potrošnje destiliranoga alkoholnoga pića, smanjiti ilegalnu proizvodnju alkohola i provoditi aktualne vladine propise. 
Ostali čimbenici koji objašnjavaju demografsku krizu u Rusiji uključuju:
- Dramatično nisku plodnost, pogotovo oko 2000., kada se rađalo malo iznad jednog djeteta po ženi,
- Pad broja rođenih tijekom 1960.-ih, što je smanjilo broj žena starosne dobi u 1990.-ima,
- Vrlo visoka stopa nataliteta između kraja Ruskoga građanskoga rata (1920.) i početka sudjelovanja Rusije u Drugome svjetskome ratu (1941.), koja je tijekom 1990.-ih i 2000-ih prouzročila velik broj starijih ljudi i povećanu smrtnost,
- Prilično niska stopa nataliteta između 1945. i 1990. godine, osobito nakon ranih šezdesetih godina.

Demografska kriza nije ograničena samo na Rusiju, nego i na većinu država Istočne i Srednje Europe. To se često pogoršava visokim emigracijskim stopama u kojima mladi napuštaju svoje zemlje i odlaze u one s jačim gospodarstvima u Zapadnoj Europi. 
Od 2002. godine, događaju se pozitivne demografske promjene u Rusiji i stopa rođenih raste u odnosu na 1990.-te. Godine 2009. prvi puta se nakon 15 godina rodilo više ljudi nego što je umrlo (23,300). Glavni razlozi su: poboljšana zdravstvena zaštita, pozitivniji pristup prema rađanju kod mladih žena, manje iseljenika i više doseljenika najviše iz bivših zemalja Sovjetskoga Saveza (najviše iz Ukrajine), zbog olakšanoga useljevanja. Godine 2012. bilo je povećanje stanovništva za 292,400 ljudi. Najveća je stopa rađanja na Kavkazu, a najmanja u Moskovskoj regiji. Stopa nataliteta rasla je s 8,27 rođenih na 1000 ljudi 1999., na 13,3 rođenih na 1000 ljudi 2014. godine.